# Zmarli w lipcu 2021

## Lipiec 2021
- 31 lipca
  - Herminio Aquino – filipiński przedsiębiorca i polityk[1]
  - Charles Connor – amerykański perkusista[2]
  - Terry Cooper – angielski piłkarz i trener[3]
  - Jerzy „Duduś” Matuszkiewicz – polski muzyk jazzowy, saksofonista, kompozytor muzyki do seriali i filmów[4][5]
  - Angela Bailey – kanadyjska lekkoatletka, sprinterka[6][7]
  - Kazimierz Jakubowicz – polski dermatolog, prof. dr hab. n. med.[8][9]
- 30 lipca
  - Jerzy Diatłowicki – polski dziennikarz, publicysta i socjolog[10][11]
  - Szczęsna Milli – polska dziennikarka i reportażystka[12]
  - Józef Mroczek – polski regionalista[13]
  - Jay Pickett – amerykański aktor[14]
  - Janusz Popko – polski konstruktor komputerów, współtwórca między innymi komputera osobistego Mazovia 1016[15]
- 29 lipca
  - Carl Levin – amerykański polityk, senator (1979–2015)[16]
  - Katarzyna Meloch – polska dziennikarka, redaktorka i działaczka środowiska osób ocalonych z Holocaustu[17]
  - Albert Vanhoye – francuski duchowny katolicki, jezuita, sekretarz Papieskiej Komisji Biblijnej (1990–2001), kardynał[18]
- 28 lipca
  - Oleg Bakłanow – rosyjski inżynier, polityk, minister przemysłu budowy maszyn (1983–1988), sekretarz KC KPZR (1988–1991)[19]
  - Porfirio Armando Betancourt – honduraski piłkarz[20]
  - Roberto Calasso – włoski pisarz i wydawca[21]
  - István Csom – węgierski szachista[22]
  - Orlando Drummond – brazylijski aktor głosowy[23]
  - Wołodymyr Dyky – ukraiński piłkarz, trener[24]
  - Bogdan Dziuba – polski biegacz, medalista mistrzostw Polski[25]
  - Satsuki Eda – japoński prawnik i polityk, minister sprawiedliwości (2011)[26]
  - Saginaw Grant – amerykański aktor[27]
  - Anna Hillbricht-Ilkowska – polska biolożka, prof. dr hab.[28][29]
  - Krzysztof Karpiński – polski piłkarz[30]
  - Bent Melchior – duński rabin, naczelny rabin Danii (1969–1996)[31]
  - Jerzy Peńsko – polski fizyk, prof. dr hab.[32]
  - Barbara Połomska – polska aktorka[33]
  - J. W. Rinzler – amerykański pisarz i historyk filmu[34][35]
  - Alina Taylor – polska biochemiczka, prof. dr hab.[36]
  - Krzysztof Tuchalski – polski aktor[37]
  - Johnny Ventura – dominikański muzyk i polityk, burmistrz Santo Domingo (1998–2002)[38]
- 27 lipca
  - Orlando Drummond – brazylijski aktor[39]
  - José Arthur Giannotti – brazylijski filozof[40]
  - Mo Hayder – brytyjska pisarka[41]
  - Dusty Hill – amerykański muzyk, kompozytor, basista, wokalista oraz klawiszowiec grupy ZZ Top[42]
  - Alegna Osorio Mayarí – kubańska lekkoatletka, młociarka[43]
  - Jerzy Nowicki – polski rzeźbiarz, autor wspomnień, żołnierz konspiracji w czasie II wojny światowej oraz powojennego podziemia antykomunistycznego[44][45][46][47]
  - Stefan Michnik – polsko-żydowski adwokat i działacz komunistyczny zamieszkały w Szwecji, sędzia Wojskowego Sądu Rejonowego w Warszawie w okresie PRL[48]
  - Jan Pęczek – polski aktor[49]
  - Teresa Ujazdowska – polska aktorka, dziennikarka i działaczka polonijna, uczestniczka powstania warszawskiego[50][51][52][53]
  - Tomasz Wesołowski – polski zoolog, profesor nauk biologicznych[54]
- 26 lipca
  - Albert Bandura – kanadyjsko-amerykański psycholog[55]
  - Wiktor Bukato – polski tłumacz i wydawca literatury fantastycznonaukowej[56]
  - Mike Enzi – amerykański polityk, senator (1997–2021)[57]
  - Jan Grochowski – polski duchowny rzymskokatolicki, ksiądz kanonik, twórca zegarów artystycznych[58]
  - Bernd Hagenkord – niemiecki duchowny rzymskokatolicki, jezuita i dziennikarz[59]
  - Mike Howe – amerykański wokalista, członek zespołu Metal Church[60]
  - Joey Jordison – amerykański muzyk i kompozytor, lider i gitarzysta zespołu Murderdolls, perkusista zespołu Slipknot[61]
  - Fernando Karadima – chilijski duchowny rzymskokatolicki i obrońca praw człowieka usunięty ze stanu duchownego w związku z nadużyciami seksualnymi na nieletnich[62]
  - Leszek Kwiatkowski – polski malarz[63][64]
  - Lech Mokrzecki – prof. dr hab., polski historyk, pedagog i wiolonczelista[65][66][67]
  - Zygmunt Szopa – polski urzędnik państwowy i samorządowiec, wicewojewoda (1987–1994) i wojewoda kielecki (1994–1997), starosta miechowski (1998–2002)[68]
  - Ivan Toplak – serbski piłkarz, trener[69]
- 25 lipca
  - Róża Biernacka – polska historyk sztuki, sekretarz redakcji Polskiego Słownika Biograficznego[70]
  - Colin Forbes – australijski rugbysta[71]
  - Irena Horban – polska nauczycielka, działaczka konspiracji niepodległościowej w czasie II wojny światowej, dama orderów[72]
  - Jean-François Istasse – belgijski polityk i samorządowiec, przewodniczący parlamentu Wspólnoty Francuskiej Belgii[73]
  - Teresa Putowska – polska malarka[74]
  - Otelo Saraiva de Carvalho – portugalski generał, polityk[75]
  - Tadeusz Szajda – polski kapelmistrz, Honorowy Obywatel Miasta Dobrzycy[76]
  - Henri Vernes – belgijski pisarz[77]
  - Helena Żygulska-Mach – polska okulistka, profesor medycyny[78]
- 24 lipca
  - Rodney Alcala – amerykański seryjny morderca[79]
  - Irena Teresa Grzesiuk-Olszewska – polska historyczka sztuki[80]
  - Satish Kalsekar – indyjski pisarz i poeta[81]
  - Jackie Mason – amerykański aktor i komik[82]
  - Virgílio Pereira – portugalski nauczyciel, samorządowiec i polityk, eurodeputowany (1986–1994)[83]
  - Antoni Rajkiewicz – polski politolog i ekonomista, profesor, minister pracy, płacy i spraw socjalnych (1981–1982)[84]
  - Səməd Səmədov – azerski piosenkarz[85]
  - Marek Zgorzelski – polski geograf[86][87]
  - Bože Žigo – chorwacki pisarz i dziennikarz[88]
- 23 lipca
  - Andrzej Biernacki – polski krytyk literacki[89]
  - Wally Gonzalez – filipiński gitarzysta bluesowy[90]
  - Irena Karłowska – polski stomatolog, prof. dr hab. n med.[91]
  - Stanisław Koba – polski lekarz i polityk, poseł na sejm PRL[92]
  - Jerzy Kuczkowski – polski specjalista w dziedzinie otolaryngologii, otolaryngologii dziecięcej i medycyny pracy, prof. dr hab.[93]
  - Tito Lupini – włoski rugbysta[94]
  - Miroslav Toholj – serbski pisarz[95]
  - Steven Weinberg – amerykański fizyk teoretyk, laureat Nagrody Nobla (1979)[96]
  - Tuomo Ylipulli – fiński skoczek narciarski, mistrz olimpijski (1988)[97]
- 22 lipca
  - Leszek Benke – polski aktor[98][99]
  - Krystyna Büthner-Zawadzka – polska historyczka teatru[100]
  - Ksenia Bykowska – polska specjalistka w zakresie biologii medycznej, prof. dr hab.[101][102]
  - John Cornell – australijski aktor, pisarz i producent filmowy[103]
  - Boris Czoczijew – południowoosetyjski polityk, minister i wicepremier, p.o. premiera Osetii Południowej (2008)[104]
  - Vera Isaku – albańska pisarka i dziennikarka[105]
  - Palo Pandolfo – argentyński piosenkarz, gitarzysta i producent muzyczny[106]
  - Roberto Romano – brazylijski filozof[107]
  - Guillermo Sucre – wenezuelski poeta i eseista[108]
  - Marek Świątecki – polski malarz, scenograf i animator kultury[109][110]
  - Andre Thysse – południowoafrykański bokser[111]
  - Ana María Ventura – hiszpańska aktorka[112]
- 21 lipca
  - Tõnu Aare – estoński muzyk i kompozytor[113]
  - Lieb Bester – południowoafrykański aktor i muzyk[114]
  - Dariusz Dyrda – polski pisarz, dziennikarz i samorządowiec[115]
  - Aleksander Eelmaa – estoński aktor[116]
  - Jean-Pierre Jaussaud – francuski kierowca wyścigowy[117]
  - Tommy Leishman – szkocki piłkarz[118]
  - Desmond O’Malley – irlandzki prawnik, polityk, minister gospodarki i przemysłu (1977–1981, 1989–1992)[119]
  - Stanisław Pala – polski działacz sportowy, kierownik drużyn hokejowych Podhala Nowy Targ[120][121]
  - Juan Vital Sourrouille – argentyński polityk i ekonomista, minister gospodarki (1985–1989)[122]
  - Maciej Wrzeszcz – polski dziennikarz i działacz katolicki, przewodniczący Stowarzyszenia PAX i Polskiego Forum Chrześcijańsko-Demokratycznego (1989–1992)[123]
- 20 lipca
  - Vita Andersen – duńska pisarka[124]
  - Françoise Arnoul – francuska aktorka[125]
  - Andrzej Bartoszek – polski gitarzysta, członek zespołu Wiślanie 69[126]
  - Henri Deluy – francuski poeta[127]
  - Jerry Granelli – kanadyjski perkusista jazzowy pochodzenia amerykańskiego[128]
  - Bartolomeo Gatto – włoski malarz i rzeźbiarz[129]
  - Inge Ginsberg – austriacko-szwajcarska wokalistka i tekściarka pochodzenia żydowskiego, poetka, dziennikarka oraz szpieg w trakcie II wojny światowej[130][131][132]
  - Giorgos Messalas – grecki aktor[133]
  - Anita Novinsky – brazylijska historyk polskiego pochodzenia[134]
  - Bohdan Sienkiewicz – polski dziennikarz prasowy i telewizyjny, marynista, reżyser filmów dokumentalnych[135]
  - Jerzy Truchliński – polski zootechnik, prof. dr hab.[136]
  - Chuck E. Weiss – amerykański piosenkarz i autor tekstów[137]
  - Peter Willis – angielski sędzia piłkarski[138]
  - Nyan Win – birmański polityk, adwokat i doradca Aung San Suu Kyi[139]
- 19 lipca
  - Eugenia Herman – polska aktorka[140]
  - Kim Hong-bin – południowokoreańki wspinacz[141]
  - Jacek Kramek – polski kulturysta, trener personalny[142]
  - Geli Mawropulo – grecka aktorka[143]
  - Arturo Armando Molina – salwadorski wojskowy, polityk, prezydent Salwadoru (1972–1977)[144]
  - Carlo Mongardini – włoski socjolog i pisarz[145]
  - Iván Noel – argntyński reżyser filmowy, pochodzenia francuskiego[146]
  - Mohamed Sabila – marokański pisarz i filozof[147]
  - Mary Ward – australijska aktorka[148]
  - Tolis Woskopulos – grecki aktor i piosenkarz[149]
- 18 lipca
  - Jeff Barmby – angielski piłkarz[150]
  - Antonio López Castillo – wenezuelski duchowny katolicki, arcybiskup Barquisimeto (2007–2020)[151]
  - Monika Kowalczyk – polska dziennikarka[152]
  - Milan Lasica – słowacki aktor, piosenkarz, dramaturg[153]
  - Tom O'Connor – brytyjski komik, aktor i osobowość telewizyjna[154]
  - Nenad Stekić – serbski lekkoatleta, skoczek w dal[155]
  - Bogdan Szelągowski – polski działacz społeczny, major WP w stanie spoczynku, kawaler orederów[156]
  - Enn Tarto – estoński polityk, więzień polityczny[157]
- 17 lipca
  - Ryszard Antoniszczak – polski i szwedzki plastyk, pisarz, scenarzysta, reżyser filmów animowanych[158]
  - Pilar Bardem – hiszpańska aktorka[159]
  - Jerzy Frelich – polski nauczyciel, działacz opozycyjny w PRL, wiceprezydent Rybnika[160]
  - Williams Martínez – urugwajski piłkarz[161]
  - Angéline Nadié – iworyjska aktorka[162]
  - Wacław Narkiewicz – polski fotograf[163]
  - Marcel Queheille – francuski kolarz szosowy[164]
  - Stanisław Rodziński – polski malarz, rektor Akademii Sztuk Pięknych w Krakowie[165]
  - Robby Steinhardt – amerykański wokalista i skrzypek, członek zespołu Kansas[166]
  - Graham Vick – brytyjski reżyser operowy[167]
  - Zbigniew Wronkowski – polski onkolog, prof. dr hab. n. med.[168]
  - Weneta Zjumbjulewa – bułgarska aktorka[169]
  - Milan Živadinović – jugosłowiański piłkarz i trener[170]
- 16 lipca
  - Biz Markie – amerykański raper, aktor, prezenter telewizyjny[171]
  - Yves Boutet – francuski piłkarz[172]
  - Desmond Fennell – irlandzki pisarz i filozof[173]
  - Charles Gomis – iworyjski polityk, minister spraw zagranicznych (2000)[174]
  - Urszula Jorasz – polski fizyk i akustyk, dr hab.[175]
  - Algirdas Klova – litewski kompozytor i muzykolog[176]
  - Jerzy Kownacki – polski duchowny rzymskokatolicki, ksiądz, dziennikarz i wykładowca akademicki[177]
  - Andrzej Rodziewicz – polski specjalista w zakresie leśnictwa, dyrektor generalny Lasów Państwowych[178][179]
  - Jerzy Sekulski – polski bibliotekarz i regionalista[180][181]
  - Surekha Sikri – indyjska aktorka[182]
  - Jerzy Tokarski – polski samorządowiec, prezydent Inowrocławia (1989, 1990–1991)[183][184]
- 15 lipca
  - Janina Ludwika Bauer-Gellert – polska lekarka, działaczka konspiracji niepodległościowej w czasie II wojny światowej, dama orderów[185]
  - Jurij Bodrow – rosyjski aktor[186]
  - Gary Corbett – amerykański klawiszowiec, współpracownik zespołów Cinderella i Kiss[187]
  - Libero De Rienzo – włoski aktor[188]
  - Andy Fordham – angielski zawodowy gracz w rzutki, zwycięzca World Professional Darts Championship[189]
  - Leokadia Grabowska – polska działaczka konspiracji w czasie II wojny światowej, uczestniczka powstania warszawskiego, dama orderów[190][191]
  - Jacek Kriegseisen – polski historyk sztuki[192][193][194]
  - Piotr Mamonow – rosyjski wokalista rockowy, aktor, poeta, prezenter radiowy[195]
  - Jaroslav Paška – słowacki polityk, minister edukacji (1993–1994), deputowany do Parlamentu Europejskiego[196]
  - Gloria Richardson – amerykańska działaczka praw obywatelskich[197]
  - Vladimir Toroveci – albański poeta[198]
  - Peter R. de Vries – holenderski dziennikarz śledczy[199]
  - Maria Magdalena Witwińska – polska historyczka sztuki, pisarka, uczestniczka powstania warszawskiego[200][201]
- 14 lipca
  - Christian Boltanski – francuski artysta intermedialny, malarz, twórca mail artu, filmów i instalacji[202]
  - Krystyna Domańska-Maćkowiak – polska muzykolog, profesor chóralistyki[203]
  - Aziz Gruda – albański piłkarz[204]
  - Mamnun Husajn – pakistański przedsiębiorca, polityk, prezydent Pakistanu (2013–2018)[205]
  - Bronisław Jakimowicz – polski pułkownik WP w stanie spoczynku, uczestnik II wojny światowej, kawaler Oreru Virtuti Militari[206]
  - Jeff LaBar – amerykański gitarzysta, członek zespołu Cinderella[207]
  - Krzysztof Piasecki – polski matematyk, prof. dr hab.[208]
  - Krzysztof Szeszko – polski kierowca i pilot rajdowy[209][210][211]
  - Kurt Westergaard – duński karykaturzysta[212]
  - Liudmiła Wiazmitinowa – rosyjska poetka[213]
- 13 lipca
  - Antón Barrutia – hiszpański kolarz[214]
  - Shefqet Caslli – albański sędzia piłkarski[215]
  - Shirley Fry – amerykańska tenisistka[216]
  - Tadeusz Łaba – polski żołnierz, uczestnik II wojny światowej, kawaler Orderu Virtuti Militari[217]
  - Jewgienij Priwałow – ukraiński śpiewak operowy[218]
  - Aleksandr Stefanowicz – rosyjski reżyser filmowy i pisarz[219]
  - Józef Swastek – polski duchowny rzymskokatolicki, historyk, prorektor Papieskiego Fakultetu Teologicznego we Wrocławiu[220]
- 12 lipca
  - Krystyna Bogdanowicz-Szwed – polska chemiczka, prof. dr hab.[221][222]
  - Włodzimierz Borodziej – polski historyk[223]
  - George Ciamba – rumuński dyplomata, ambasador, minister delegowany ds. europejskich (2018–2019)[224]
  - Edwin Edwards – amerykański polityk, członek Izby Reprezentantów i gubernator Luizjany[225]
  - Wacława Grudzińska – polska kardiolożka pochodzenia żydowskiego, działaczka komunistyczna oraz konspiracyjna w trakcie II wojny światowej[226][227][228][227]
  - Marek Janas – polski taternik i alpinista, specjalista w zakresie mechaniki i wytrzymałości konstrukcji, prof dr. hab. inż.[229][230]
  - Wilson Jones – hiszpański piłkarz[231]
  - Uran Kostreci – albański poeta i więzień polityczny[232]
  - Ben Ngubane – południowoafrykański polityk, premier KwaZulu-Natal (1997–1999), minister kultury (1994–1996, 1999–2004)[233]
  - Nenad Šegvić – chorwacki aktor[234]
- 11 lipca
  - Philippe Aigrain – francuski informatyk[235]
  - Juini Booth – amerykański kontrabasista jazzowy[236]
  - Henryka Czajka – polska filolożka, prof. zw. dr hab.[237][238]
  - Jerzy Janeczek – polski aktor[239]
  - Jerzy Kaźmierczak – polski samorządowiec, starosta grójecki[240]
  - Henryk Kowalski – polski kolarz[241]
  - Piotr Łożyński – polski działacz sportowy, zawodnik i popularyzator sportu osób niewidzących i słabowidzących[242][243][244][245]
  - Laurent Monsengwo Pasinya – kongijski duchowny rzymskokatolicki, doktor egzegezy biblijnej, arcybiskup metropolita Kisangani (1988–2007), kardynał[246]
  - Baselios Mar Thoma Paulose II – indyjski duchowny monofizycki, biskup Kunnamkulam (1995–2010), Katolikos Wschodu i metropolita Malankary (2010–2021)[247]
  - Renée Simonot – francuska aktorka[248]
  - Krzysztof Skwierczyński – polski duchowny rzymskokatolicki i dziennikarz radiowy[249]
- 10 lipca
  - Esther Béjarano – niemiecka działaczka na rzecz upamiętnienia ofiar holocaustu pochodzenia żydowskiego, więźniarka niemieckich obozów koncentracyjnych[250]
  - Byron Berline – amerykański skrzypek[251]
  - Travis Fulton – amerykański bokser, zawodnik mieszanych sztuk walki (MMA)[252]
  - Jimmy Gabriel – szkocki piłkarz i trener[253]
  - KTS Dre – amerykański raper[254]
  - Tadeusz Stefan Lewandowski – polski polityk, działacz związkowy, samorządowiec, poseł na Sejm I kadencji, senator IV i VI kadencji[255]
  - Jean-Claude Malbet – francuski rugbysta, reprezentant kraju[256]
  - Franciszek Pokryszka – polski samorządowiec, w czasie II wojny światowej działacz konspiracji, kawaler Orderu Virtuti Militari[257][258]
  - Wacław Szklarski – polski generał, uczestnik II wojny światowej, działacz kombatancki[259]
- 9 lipca
  - Iwona Binkowska – polska chemiczka, dr hab.[260][261]
  - Zbigniew Bokun – polski specjalista w zakresie architektury i urbanistyki, dr hab. inż.[262][263]
  - Volier Johnson – jamajski aktor[264]
  - Władimir Karasiow – rosyjski szachista[265]
  - Gian Franco Kasper – szwajcarski działacz sportowy, prezydent Międzynarodowej Federacji Narciarskiej (FIS) (1998–2021)[266]
  - Bronisław Kozłowski – polski ortopeda, prof. dr hab. n. med., pułkownik WP w stanie spoczynku[267][268]
  - Ngaire Lane – nowozelandzka pływaczka[269]
  - Frank Fakaotimanava Lui – niueński polityk, premier Niue (1993–1999)[270]
  - Paul Mariner – angielski piłkarz, trener[271]
  - Leonard Neuger – polski slawista i tłumacz[272]
  - Dżihan as-Sadat – egipska literaturoznawczyni, działaczka społeczna, pierwsza dama (1970–1981)[273]
  - Józef Schier – polski chirurg, prof. dr hab.[274][275]
  - Wanda Szkulmowska – polska badaczka kultury ludowej[276]
  - Karina Wilhelmi-Tecław – polska dziennikarka[277]
  - Tadeusz Wojtych – polski aktor[278]
  - Janusz Alfred Zabrocki – polski chemik, prof. dr hab. inż.[279][280][281]
- 8 lipca
  - Joanna Błaszczak – polska językoznawczyni, dr hab.[282]
  - Jan Caliński – polski trener piłkarski[283]
  - Jeorjos Dalakuras – grecki przedsiębiorca i polityk, parlamentarzysta krajowy i europejski[284]
  - Michaił Gluz – rosyjski kompozytor[285]
  - Włodzimierz Konrad – polski urzędnik, p.o. dyrektor Ogrodu Zoologicznego w Warszawie[286]
  - Norbert Leśniewski – polski filozof, dr hab.[287][288]
  - Bogdan Ludowicz – polski fotoreporter[289][290]
  - Adrian Metcalfe – brytyjski lekkoatleta, sprinter[291]
  - Renata Palottini – brazylijska poetka i pisarka[292]
  - Wanda Rosiewicz – polska więźniarka niemieckich obozów koncentracyjnych w czasie II wojny światowej, dama orderów[293][294]
  - Lesław Sajdak – polski dziennikarz[295]
  - Grzegorz Szyroki – polski producent filmowy[296]
  - Siergiej Zubkowski – rosyjski kompozytor[297]
- 7 lipca
  - Asela de Armas Pérez – kubańska szachistka[298]
  - Manfred Brümmer – niemiecki pisarz i dramaturg[299]
  - Robert Downey Sr. – amerykański aktor[300]
  - Keshav Dutt – indyjski hokeista na trawie, mistrz olimpijski (1948, 1952)[301]
  - Ahmad Dżibril – palestyński działacz nacjonalistyczny[302]
  - Józef Gałeczka – polski piłkarz, trener[303]
  - Michael Horovitz – brytyjski poeta, pochodzenia niemieckiego[304]
  - Bronisław Kaczor – polski skrzypek, artysta ludowy[305][306][307][308][309]
  - Dilip Kumar – indyjski aktor[310]
  - Jovenel Moïse – haitański przedsiębiorca i polityk, prezydent Haiti (2017–2021)[311][312]
  - Carlos Reutemann – argentyński kierowca wyścigowy[313]
  - Giuseppe Tesauro – włoski prawnik i polityk, przewodniczący Trybunału Konstytucyjnego (2014)[314]
  - Chick Vennera – amerykański aktor[315]
- 6 lipca
  - Paulina Buchwald-Pelcowa – polska historyk literatury i bibliolog specjalizujący się w literaturze staropolskiej i książce dawnej, profesor zwyczajny[316]
  - Suzzanne Douglas – amerykańska aktorka[317]
  - Angelo Del Boca – włoski historyk i dziennikarz[318]
  - Dżiwan Gasparian – ormiański muzyk[319]
  - Jan Janga-Tomaszewski – polski aktor, piosenkarz, gitarzysta i kompozytor[320]
  - Patrick John – dominicki polityk, premier Dominiki (1974–1979)[321]
  - Axel Kahn – francuski lekarz i genetyk[322]
  - Sławomir Kindziuk – polski dziennikarz i publicysta[323][324]
  - Jan Kot – polski duchowny rzymskokatolicki, naczelny kapelan policji, kawaler orderów[325]
  - Marc Lamunière – szwajcarski pisarz i wydawca[326]
  - Wojciech Majewski – polski elektronik, prof. dr. inż.[327]
  - Leandro Oliveira – brazylijski lekkoatleta, średnio- i długodystansowiec[328]
  - Petrit Ruka – albański reżyser i poeta[329]
  - Ziemowit Suligowski – polski specjalista w dziedzinie systemów zaopatrzenia w wodę i odprowadzania ścieków, prof. dr hab. inż.[330]
  - Piotr Zajdek – polski gitarzysta, członek m.in. zespołu 100 TVarzy Grzybiarzy[331]
- 5 lipca
  - Carmen Bernardos – hiszpańska aktorka[332]
  - Patrick Boré – francuski polityk i samorządowiec[333]
  - Raffaella Carrà – włoska piosenkarka[334]
  - Didi Contractor – amerykańska architektka pochodzenia niemieckiego[335]
  - Richard Donner – amerykański reżyser i producent filmowy[336]
  - Andrzej Jopkiewicz – polski specjalista w zakresie budowy i eksplantacji maszyn, prof. dr hab. inż.[337]
  - Władysław Lisewski – polski polityk, prezydent Szczecina (1991–1994), wojewoda szczeciński i zachodniopomorski[338]
  - Władimir Mieńszow – rosyjski reżyser i aktor filmowy[339]
  - Gillian Sheen – brytyjska florecistka, mistrzyni olimpijska (1956)[340]
  - William Smith – amerykański aktor[341]
  - Stan Swamy – indyjski jezuita i obrońca praw człowieka[342]
  - Rubén Israel – urugwajski piłkarz i trener piłkarski[343]
- 4 lipca
  - Francesco Bosi – włoski polityk i samorządowiec[344]
  - Sanford Clark – amerykański wokalista i gitarzysta rockabilly[345]
  - Roza Eldarowa – radziecka polityk[346]
  - Luminița Gheorghiu – rumuńska aktorka[347]
  - Matīss Kivlenieks – łotewski hokeista[348][349]
  - Lucjan Korszek – polski działacz motoryzacyjny[350]
  - Janusz Kroszel – polski ekonomista, prof. dr hab.[351][352]
  - Rick Laird – irlandzki gitarzysta basowy, członek między innymi zespołu The Mahavishnu Orchestra[353]
  - Richard Lewontin – amerykański biolog, genetyk, komentator społeczny[354]
  - Wolfgang Roth – niemiecki polityk[355]
- 3 lipca
  - Jerzy Bąk – polski elektrotechnik, prof. dr hab. inż.[356][357]
  - Antony Eastman – indonezyjski reżyser filmowy[358]
  - He Kang – chiński polityk, minister rolnictwa (1988–1990)[359]
  - Piotr Karkoszka – polski trener kolarstwa[360]
  - Dorota Laskowska – polska piłkarka ręczna[361][362]
  - Edward Ozimek – polski fizyk i akustyk, prof. dr hab.[363]
  - Jacek Portala – polski dziennikarz sportowy[364][365][366]
  - Tadeusz Taworski – polski zootechnik, dyrektor Ogrodu Zoologicznego w Płocku[367]
  - Marek Zaleski – polski jeździec, trener, hodowca, sędzia międzynarodowy w skokach i zaprzęgach, organizator imprez jeździeckich[368][369]
- 2 lipca
  - Matwij Czerkaski – ukraiński piłkarz, trener[370]
  - Jan Gutowicz – polski biofizyk, prof. dr hab.[371]
  - Omar Lara – chilijski poeta i pisarz[372]
  - Lehlohonolo Ledwaba – południowoafrykański bokser[373]
  - Bill Ramsey – niemiecko-amerykański piosenkarz, aktor i prezenter[374]
  - Nikołaj Sliczenko – rosyjski aktor i piosenkarz[375]
  - Stanisław Stachowski – polski slawista i turkolog, językoznawca, badacz leksyki, leksykograf, prof. dr hab.[376]
  - Kartal Tibet – turecki aktor[377]
  - Jolien Verschueren – belgijska kolarka przełajowa[378]
  - Giuliano Zoratti – włoski piłkarz i trener[379]
- 1 lipca
  - Louis Andriessen – holenderski pianista, kompozytor muzyki filmowej[380]
  - Andon Berxholi – albański dyplomata, ambasador Albanii w Niemczech (1989-1992)[381]
  - Élide Brero – peruwiańska aktorka[382]
  - Antonio Cantisani – włoski duchowny rzymskokatolicki, arcybiskup Catanzaro-Squillace (1980–2003)[383]
  - Jurij Dochojan – rosyjski szachista[384]
  - Elżbieta Dyakowska – polska scenografka i projektantka[385]
  - Leszek Faliński – polski perkusista i klawiszowiec, członek zespołu Dżem[386]
  - Anwar Iqbal – pakistański aktor[387]
  - Edward Kasprzyk – polski piłkarz[388][389]
  - Steve Kekana – południowoafrykański piosenkarz[390]
  - Marian Konrad Michalski – polski żołnierz konspiracji niepodległościowej w czasie II wojny światowej oraz działacz opozycji w PRLw[391]
  - Bryan St. Pere – amerykański perkusista, członek zespołu Hum[392]
  - Marcel Puget – francuski rugbysta, trener i sędzia[393]
  - Vítězslav Vávra – czeski piosenkarz i perkusista[394]

- data dzienna nieznana
  - Małgorzata Hałas-Koralewska – polska zawodniczka podnoszenia ciężarów, paraolimpijka[395][396]
  - Małgorzata Helena Lehner – polska specjalistka psychofarmakologii, dr hab.[397][398]
  - Helena Prochowska – polska reżyserka i animatorka teatralna[399]
  - Sergiusz Rubczewski – polski działacz partyjny i państwowy, przewodniczący Prezydium WRN w Olsztynie (1972–1973), wojewoda olsztyński (1973–1989)[400]
  - Stanisław Skiba – polski piłkarz i trener piłkarski[401][402]
  - Anna Wietecha – polska literaturoznawczyni[403][404]
  - Dariusz Wilczyński – polski malarz, rysownik, ilustrator, satyryk, poeta, pisarz[405][406][407]
  - Andy Williams – amerykański perkusista, członek zespołu Casting Crowns[408]
  - Krystyna Znaniecka – polska ekonomistka, prof. dr hab.[409][410]